# کارآیی (آمار)
در آمار، اصطلاح کارایی (به انگلیسی: Efficiency) جهت مقایسه کارایی روش‌های آماری به کار می‌رود. به ویژه، کارایی میزان بهینگی یک برآوردگر، طراحی آزمایش یا آزمون فرض را می‌سنجد. یک روش با کارایی بالا تعداد نمونههای کمتری نیاز دارد تا سطح مشخصی از دقت را داشته‌باشد.

## تعریف ریاضی
کارایی یک برآوردگر بدون بایاس {\displaystyle T} به صورت زیر تعریف می‌شود:
{\displaystyle e(T)={\frac {1/{\mathcal {I}}(\theta )}{\mathrm {var} (T)}}}
که در آن {\displaystyle {\mathcal {I}}(\theta )} اطلاع فیشر است. بنابراین تعریف، {\displaystyle e(T)} برابر است با حداقل واریانس یک برآوردگر ({\displaystyle 1/{\mathcal {I}}(\theta )}) تقسیم بر واریانس واقعی آن برآوردگر ({\displaystyle \mathrm {var} (T)}). با استفاده از کران کرامر-راو می‌توان نشان داد برای تمامی برآوردگرها رابطهٔ {\displaystyle e(T)\leq 1} برقرار است.